# 蔡斯·奥利弗
蔡斯·拉塞尔·奥利弗（英語：Chase Russell Oliver；1985年8月16日—）是美国政治人物，自由意志党党员。2024年，他被自由意志党提名为2024年美国总统选举候选人。